# Limenitis floridensis
Limenitis floridensis är en fjärilsart som beskrevs av John Kern Strecker 1878. Limenitis floridensis ingår i släktet Limenitis och familjen praktfjärilar. Inga underarter finns listade i Catalogue of Life.